# Route nationale 9a
La route nationale 9a (RN 9a o N 9a) è stata una strada nazionale francese che partiva da Gannat e terminava a Vichy. Fu inglobata dalla nuova RN209 nel 1972.

## Percorso
Aveva inizio dall'incrocio con la RN9 a Gannat, da dove procedeva verso est per Cognat-Lyonne. Scendeva poi a Bellerive-sur-Allier ed attraversava l'Allier per terminare nel centro di Vichy, dove incontrava la vecchia RN106.